# Pomsta
«Pomsta» — український рок-гурт із Києва, що виконує музику в стилі грув-метал.

## Історія
Гурт було засновано у 2008 році та з того часу гурт перетерпів повну зміну як складу та і стилю виконання. З 2011 року стабілізувався кістяк команди із гітариста та вокаліста а стилістика музики сформувалась здебільшого в напрямку грув-метал та частково саузерн-метал. У 2013-му році було випущено повноформатний альбом «Sledgehammer», а у 2017-му другий альбом «Wild Lands»

## Дискографія

### Студійні альбоми
- ''Sledgehammer'' (2013)
- ''Wild Lands'' (2017)

Сингли
- Southern Road (2014)

## Склад гурту

### Сьогоднішній склад
- Сергій «Флеш» Нечитайло — вокал (із 2011)
- Ігор Настенко — гітара (із 2011)
- Роман Жбадинський — бас-гітара, бек-вокал (із 2015)
- Максим Кононенко — барабани (із 2013)

### Колишні учасники
- Михайло Гудзенко — бас-гітара (із 2013 по 2015)

### Інтернет-ресурси
- Сторінка на Facebook [Архівовано 10 серпня 2020 у Wayback Machine.]
- Канал на YouTube [Архівовано 20 серпня 2020 у Wayback Machine.]
- Сторінка на Encyclopaedia Metallum [Архівовано 8 січня 2022 у Wayback Machine.]

### Статті, рецензії, інтерв'ю
- ГУРТ «ПОМСТА»: «НА ЖАЛЬ ВАЖКА СЦЕНА, МАЙЖЕ НЕ РОЗВИНЕНА В УКРАЇНІ» [Архівовано 17 лютого 2019 у Wayback Machine.]
- Гурт Pomsta випустив дебютний альбом [Архівовано 10 липня 2020 у Wayback Machine.]